# دانبرووکا تچوسکا
دانبرووکا تچوسکا (به لهستانی:  Dąbrówka Tczewska) یک روستا در لهستان است که در گمینا تچو واقع شده‌است. دانبرووکا تچوسکا ۴۳۸ نفر جمعیت دارد.